# Scrisoarea I
„Scrisoarea I” este o poezie scrisă de Mihai Eminescu, publicată pentru prima oară pe 1 februarie 1881 în revista Convorbiri literare. Poezia prezintă poziția vitregă a omului de geniu, întruchipat de savant (omul de științǎ), într-o societate mărginită și este o satiră alcătuită din cinci părți.